# Gilberto Martinho

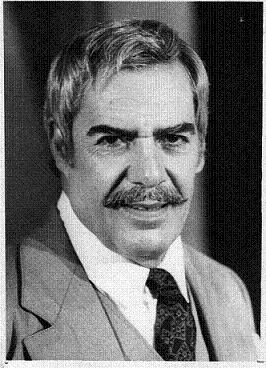
Gilberto Martinho

Gilberto Martinho (* 14. Januar 1927 in Araranguá, Santa Catarina; † 19. August 2001 in Rio de Janeiro) war ein brasilianischer Schauspieler.
Neben dem Fernsehen arbeitete er in den 1950ern auch als Kinodarsteller. Im Jahre 1954 war er unter anderem Regieassistent und Darsteller in dem Film Rua Sem Sol. Internationale Berühmtheit erlangte er als „Don Almeida“ in der Telenovela Die Sklavin Isaura.
Am 19. August 2001 starb Martinho im Alter von 74 Jahren an Lungenkrebs. 
Er war von 1967 bis zu seinem Tode mit Maria Lucinda verheiratet und hinterließ drei Kinder.

## Filmografie (Auswahl)
- 1954: Conchita und der Ingenieur